# Міжзоряна комета Борисова
Міжзоряна комета Борисова (2I/Borisov) — міжзоряна комета з надзвичайно великим ексцентриситетом орбіти — 3.36(у геліоцентричній системі координат),  другий після Оумуамуа міжзоряний об'єкт, виявлений у Сонячній системі.

## Відкриття

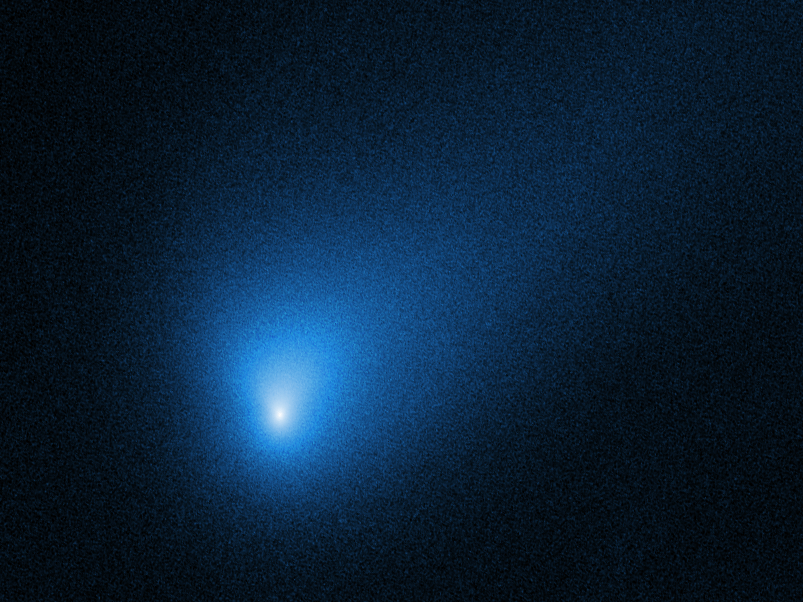
Зображення, отримане на телескопі Габбла 12 жовтня 2019 року

Об'єкт відкрив 30 серпня 2019 року астроном-аматор Геннадій Борисов за допомогою 65-см телескопа власної розробки в обсерваторії MARGO (L51, смт Научний, АР Крим). Об'єкт був на межі сузір'їв Рисі й Рака та мав невеликий хвіст. У момент відкриття об'єкт перебував на відстані 3 ± 0,13 а. о. від Сонця й рухався в напрямку із сузір'я Кассіопеї поблизу межі із сузір'ям Персея дуже близько до площини Галактики. Комета мала досягти перигелію близько 7 грудня 2019 року.
9—10 вересня 2019 року за допомогою багатоцільового спектрографа обсерваторії Джеміні, розташованого на вулкані Мауна-Кеа (Гаваї), вдалося отримати кольорову світлину міжзоряної комети.
12 вересня 2019 року Центр малих планет випустив циркуляр про відкриття міжзоряної комети C/2019 Q4 (Борисова).
13 вересня 2019 року за допомогою приладу OSIRIS, установленого на Великому канарському телескопі (Обсерваторія Роке-де-лос-Мучачос), отримано перший спектр комети, який виявився схожим на спектр комет Сонячної системи. Результати дослідження показують, що комети в інших планетних системах можуть утворюватися в результаті процесів аналогічних до тих, які призвели до утворення комет в Сонячній системі.

## Орбіта
Міжзоряні об'єкти мають великий ексцентриситет (зокрема, e > 3) і через це 2І має гіперболічну орбіту. Оскільки об'єкт гравітаційно не пов'язаний із Сонцем, а мала зміна швидкості далеко від Сонячної системи призводить до великої зміни ексцентриситету.
Для дуги спостереження протягом 12 днів найкраща апроксимація спостережних даних теоретичною гіперболою давала значення ексцентриситету орбіти близько 3,4 із проходом перигелію 7 грудня 2019 року на відстані 2,0 а. о. від Сонця (за орбітою Марса). За даними 151 спостереження ексцентриситет був в інтервалі 2,9—4,5.
Станом на першу декаду вересня 2019 року міжзоряна природа об'єкта ще викликала деякі сумніви. Насправді орбіта могла бути лише параболічною, якщо об'єкт зазнає вельми значного впливу негравітаційних сил (унаслідок закінчення сублімованого газу), більшою мірою ніж усі інші відомі комети. При розрахунку такого впливу негравітаційних сил на орбіту з великим ексцентриситетом підсумковий ексцентриситет міг бути близьким до одиниці,  дистанція до перетину з орбітою Землі — 0,34 а. о., відстань до Сонця в перигелії (близько 30 грудня 2019 року) — 0,90 а. о.. Проте з накопиченням даних орбіта виявилася гіперболічною, що вказує на міжзоряну природу комети.
Оцінка швидкості на нескінченній відстані ({\displaystyle v_{\infty }}) становить близько 30 км/с ({\displaystyle v_{\infty }} до 3 км/с можна пояснити збуреннями від хмари Оорта).

## Склад
За хімічним складом міжзоряна комета дуже схожа на комети, що народжуються у Сонячній системі.
У спектрі виявлено сліди кисню. Наявність кисню вказує на те, що в складі комети є водяний лід.
У комі було виявлено пилинки радіусом більше одного міліметра.
Після проходження перигелію різко змінилося співвідношення молекул монооксиду вуглецю до молекул води. На думку дослідників це вказує на неоднорідність її ядра, зокрема, на те, що його частини утворилися по різні боки від снігової лінії в протопланетному диску.